# Bláznivá výhra
Bláznivá výhra, ve španělštině The Pelayos,  je španělská dramatická komedie z roku 2012 od režiséra Eduarda Cortése. V hlavních rolích hrají Daniel Brühl, Lluís Homar, Miguel Ángel Silvestre, Eduard Fernández a Blanca Suárez. Film je založen na příběhu rodiny García-Pelayo.
Film měl premiéru 21. dubna 2012 na Filmovém festivalu v Malaze. 

## Obsah filmu
Gonzalo García Pelayo (Lluís Homar) se už roky snaží přijít na způsob, jak legálně vyhrát peníze v kasinu, které vede muž nechvalně známý pod přezdívkou Bestie (Eduard Fernández). Když si Gonzalo uvědomí, že jeho systém založený na statistice funguje, tak povolá svou rodinu na pomoc — syna Ivana (Daniel Brühl), dceru Vanessu (Marina Salas), jejich bratrance Marcose (Oriol Vila) a Alfreda (Miguel Ángel Silvestre) a také rodinného přítele Balóna (Vicente Romero).
Skupina je poháněna Ivanovou touhou dopřát svému otci důstojné stáří, i když se jim zpočátku nedaří. Ale když se jim začne dařit, tak vzbudí podezření Bestie, a ten na ně nasadí soukromého detektiva. Alfredo ohrozí celý plán tím, že se zaplete s krupiérkou Ingrid (Blanca Suárez), kterou poté Bestie z kasina ihned vyhodí. Iván se zamiluje do divoké čínské dívky Šui (Hui Chi Chiu) a její přátelé jsou později rodině velmi užiteční.  

## Obsazení
| Daniel Brühl           | Ivan Pelayo           |
| Lluís Homar            | Gonzalo García Pelayo |
| Miguel Ángel Silvestre | Alfredo               |
| Eduard Fernández       | Bestie                |
| Oriol Vila             | Marcos                |
| Vicente Romero         | Balón                 |
| Blanca Suárez          | Ingrid                |
| Marina Salas           | Vanessa               |
| Huichi Chiu            | Šui                   |

## Ocenění a nominace
| Cena                        | Kategorie                                | Nominován      | Výsledek  |
| --------------------------- | ---------------------------------------- | -------------- | --------- |
| Ceny Gaudí                  | Nejlepší produkce                        | Eduard Vallès  | vítězství |
| Ceny Gaudí                  | Nejlepší umělecké vedení                 | Balter Gallart | nominace  |
| Ceny Gaudí                  | Nejlepší kamera                          | David Omedes   | nominace  |
| Ceny Gaudí                  | Nejlepší film, který není v katalánštině | Bláznivá výhra | nominace  |
| Málaga Film Festival Awards | Nejlepší střih                           | Koldo Idígoras | vítězství |
| Neox Fan Awards             | Nejlepší filmová herečka                 | Blanca Suárez  | vítězství |
| Neox Fan Awards             | Nejlepší film                            | Bláznivá výhra | nominace  |